# Esther Carena
Esther Carena, nata Franziska Lucia Pfeiffer (Hannover, 24 agosto 1898 – Amburgo, 26 gennaio 1972), è stata un'attrice e costumista tedesca del cinema muto.

## Biografia
Figlia di un tedesco e di una spagnola, fin al 1916 visse soprattutto in Italia. Dopo aver lasciato gli studi di medicina che aveva iniziato da poco, lavorò in una compagnia di acrobati. Nel 1916, in Germania, venne scoperta da Nils Chrisander, un regista che la fece entrare nel mondo del cinema. Diretta spesso da Harry Piel, interpretò ruoli di eroina, protagonista di thriller, drammi e melodrammi, girati fino alla fine della prima guerra mondiale, pellicole per le quali l'attrice disegnava da sé i costumi di scena.
A metà degli anni venti, dopo il suo matrimonio con lo scenografo Franz Schroedter, lasciò il cinema per ritirarsi a vita privata.

## Filmografia
- Im stillen Ozean, regia di Danny Kaden (1917)
- Zur Strecke gebracht, regia di Harry Piel (1917)
- Die Peitsche, regia di Adolf Gärtner (1917)
- Um eine Million, regia di Harry Piel (1917)
- Der stumme Zeuge, regia di Harry Piel (1917)
- Das amerikanische Duell , regia di Harry Piel (1918)
- Sein Todfeind, regia di Harry Piel (1918)
- Ikarus, der fliegende Mensch, regia di Carl Froelich (1918)
- Die Geisterjagd, regia di Johannes Guter (1918)
- Das Geheimnis von Schloß Holloway, regia di Willy Zeyn (1919)
- Die von der Liebe leben, regia di Eugen Illés (1919)
- Geflüster des Teufels, regia di Eugen Illés (1919)
- Der Schrei des Gewissens, regia di Eugen Illés (1920)
- Frauen, die nicht heiraten sollten, regia di Eugen Illés (1920)
- Leben und Lüge, regia di Eugen Illés (1920)
- Seelen im Sturm, regia di Eugen Illés (1920)
- Wenn Colombine winkt, regia di Eugen Illés (1920)
- Die Liebe der Sklavin, regia di Eugen Illés (1920)
- Der Vampyr, regia di Fred Stranz (1920)
- Der Sünde Sold, regia di Eugen Illés (1920)
- Die Diktatur des Lebens - 1. Teil: Die böse Lust, regia di Willy Zeyn (1921)
- Die Bettlerprinzessin, regia di Felix Basch (1921)
- Die Diktatur der Liebe, 2. Teil - Die Welt ohne Liebe, regia di Fred Sauer (1921)
- Die Schuldige, regia di Fred Sauer (1921)
- Weib und Palette, regia di Johannes Guter (1921)
- Die ihr Glück verkennen, regia di Eugen Illés (1921)
- Das neue Paradies, regia di Willy Zeyn (1921)
- Das Haus in der Weichselgasse, regia di Willy Zeyn (1921)
- Die Silbermöve, regia di Fred Sauer (1922)
- Die Königin von Whitechapel, regia di Wolfgang Neff (1922)
- Der Frauenkönig, regia di Jaap Speyer (1923)
- Raffinierte Frauen. 1. Die Sektmieze, regia di Paul Heidemann, Eugen Hollstein (1923)
- Im Schatten der Moschee, regia di Walter R. Hall (1923)
- Die Frau aus dem Orient, regia di Wolfgang Neff (1923)
- Auf gefährlichen Spuren, regia di Harry Piel (1924)
- Das Herz der Lilian Thorland, regia di Wolfgang Neff (1924)